# Шьерри
Шьерри́ (фр. Chierry) — коммуна во Франции, находится в регионе Пикардия. Департамент коммуны — Эна. Входит в состав кантона Шато-Тьерри. Округ коммуны — Шато-Тьерри.
Код INSEE коммуны — 02187.

## Население
Население коммуны на 2010 год составляло 1055 человек.
| 1962 | 1968 | 1975 | 1982 | 1990 | 1999 | 2010 |
| ---- | ---- | ---- | ---- | ---- | ---- | ---- |
| 844  | 1009 | 1170 | 1117 | 1120 | 1034 | 1055 |

## Экономика
В 2010 году среди 627 человек трудоспособного возраста (15—64 лет) 463 были экономически активными, 164 — неактивными (показатель активности — 73,8 %, в 1999 году было 65,4 %). Из 463 активных жителей работали 415 человек (212 мужчин и 203 женщины), безработных было 48 (19 мужчин и 29 женщин). Среди 164 неактивных 38 человек были учениками или студентами, 86 — пенсионерами, 40 были неактивными по другим причинам.